# Placospermum
Placospermum es un género monotípico de plantas de la familia Proteaceae y también el único miembro de la tribu Placospermeae. Su única especie, Placospermum coriaceum C.T.White & W.D.Francis, es originaria del nordeste de Australia. 

## Taxonomía
El género fue descrito por Cyril Tenison White  y publicado en Proceedings of the Royal Society of Queensland  35: 79, en el año 1923 [1924].

## Descripción
Son arbustos o pequeños árboles. Las hojas son simples y las inflorescencias axilares con flores solitarias. El fruto es una drupa o folículo.